# Хокейні ліги світу

## Північна Америка

### Професійний рівень
- Національна хокейна ліга (англ. National Hockey League) — північноамериканська ліга, яка складається з американських і канадських команд, заснована у 1917.

### Підпрофесійний рівень
Примітка: Не існує офіційної системи найменувань чи класифікації дрібних професійних хокейних ліг, таких як от: «AAA», «AA» або «А» — вони, як правило, не визнаються хокейним керівництвом у світі. Усе ж таки за час проведення змагань склалися певні усталені норми для хокейних ліг: ECHL, IXL і CHL знаходяться на рівень нижче — і виступають як годівниця для AHL з ECHL. IHL буде наступною за ECHL і трохи вище CHL, що обумовлено підвищенням надбавки гравцям-ветеранам, і більш високою заробітною платою новачкам. А SPHL і AAHL, у свою чергу, «годівниці» для ECHL, IHL і CHL. За цим ешелоном йдуть нижчого класу ліги та напівпрофесійні ліги.
- Американська хокейна ліга (англ. American Hockey League/AHL), 1936;
- Хокейна ліга Східного узбережжя (англ. East Coast Hockey League/ECHL), 1988;
- Федеральна хокейна ліга англ. Federal Hockey League/FHL, 2010;
- Міжнародна хокейна ліга або Колоніальна хокейна ліга (англ. International Hockey League або Colonial Hockey League/IHL), 1991;
- Центральна хокейна ліга (англ. Central Hockey League/CHL), 1992;
- Південна професійна хокейна ліга (англ. Southern Professional Hockey League/SPHL}), 2004;
- Східна професійна хокейна ліга (англ. Eastern Professional Hockey League/EPHL), 2008;
- Північноамериканська хокейна ліга (фр. Ligue Nord-Américaine de Hockey/LNAH), 2004;
- Всеамериканська хокейна ліга (англ. All American Hockey League/AAHL), 2008.

### Напівпрофесійні ліги

#### Молодші ліги(Junior)

##### Основні Юніори(Major Junior)
Основний молодший рівень вважається професійним, оскільки його гравці отримують невелику стипендію.
- Онтарійська хокейна ліга (англ. Ontario Hockey League/OHL), 1980;
- Квебекська основна хокейна ліга юніорів (англ. Quebec Major Junior Hockey League), 1969;
- Західна хокейна ліга (англ. Western Hockey League), 1966.

##### Молодші юніори(ранг «А»)

###### Канадські юніор-молодшіліги (ранг «А»)
- Альберти молодша Хокейна Ліга (Alberta Junior Hockey League).
- Британської Колумбії хокейна ліга (British Columbia Hockey League).
- Центральна молодша хокейна ліга "A" (Central Junior A Hockey League).
- Квебекська молодша хокейна ліга "AAA" (Ліга Quebec Junior AAA Hockey League).
- Манітоби молодша Хокейна Ліга (Manitoba Junior Hockey League).
- Приморська молодша "А" хокейна ліга (1967), Метро Валлей молодша "А" Хокейна Ліга (1977) (Maritime Junior «A» Hockey League 1967 as Metro Valley Junior"А" Hockey League, in 1977).
- Північного Онтаріо молодша хокейна ліга (Northern Ontario Junior Hockey Leagu).
- Онтаріо молодша хокейна ліга (Ontario Junior Hockey League)
- Саскачеван юніорів Хокейна ліга (Saskatchewan Junior Hockey League).
- Вища Міжнародна юніорська хокейна ліга (Superior International Junior Hockey League).

Квебек Юніор "AAA" тепер прирівнюють майже до Онтаріо Юніор рангу «А»

###### Американські юніор-молодшіліги (ранг «А»)
- Хокейна ліга США (United States Hockey League), заснована в 1979 році, рівень I.
- Північно-Американська хокейна ліга ("North American Hockey League), заснована в 2003 році, рівень II.
- Східна Юніор Хокейна Ліга (Eastern Junior Hockey League), заснована в [[]] році, рівень III.
- Центральних Штатів Хокейна Ліга(Central States Hockey League) заснована в [[]] році, рівень III.
- Міннесота Юніор Хокейна Ліга (Minnesota Junior Hockey League) заснована в [[]] році, рівень III.
- Північноатлантична Хокейна Ліга (2000) (Northern Pacific Hockey League), заснована в 2000 році, рівень III.
- Західних штатів Хокейна Ліга (Western States Hockey League) заснована в [[]] році, рівень III.
- Атлантична Юніор Хокейна Ліга (Atlantic Junior Hockey League) заснована в [[]] році, рівень III.

###### Незалежні юніор-молодшіліги (ранг «А»)
- Велика Метро Юніор "A" Хокейна Ліга (Greater Metro Junior A Hockey League), заснована в 2006 році.
- Північна Юніор Хокейна Ліга (Northern Junior Hockey League), заснована в 2009 році.
- Об'єднана Юніор Хокейна Ліга (United Junior Hockey League), заснована в 2008 році.
- Міжнародна Юніор Хокейна Ліга (International Junior Hockey League), заснована в 2006 році.